# 68-я отдельная егерская бригада (Украина)
68-я отдельная егерская бригада имени Олексы Довбуша — легкое пехотное соединение Сухопутных войск Вооруженных сил Украины .

## История
Бригада создана уже после полномасштабного вторжения 6 марта 2022 года. 24 марта воины бригады встретили ВС РФ на подступах к Угледару  . Весной-осенью 2022 года бригада принимала участие в боях в Донецкой области.  
В июне 2022 года мотопехотный батальон «Медведи» усилил 68 отдельную егерскую бригаду.
Указом Президента Украины № 606/2022 от 24 августа 2022 года бригаде присвоено почетное наименование «имени Олексы Довбуша».
В ноябре 2022 года бригада держала оборону в боях Донецкой области.
В декабре 2022 года Президент Украины вручил бригаде боевое знамя.
В феврале 2023 года бригада участвовала в боях на Угледарском направлении.
11 июня 2023 года бригада сообщила об освобождении села Благодатное в Донецкой области.
11 июля 2024 года воины бригады смогли захватить боя брошенный после неудачного штурма новейший российский танк Т-90М в рабочем состоянии, а также танк Т-80 и БМП-2.
По состоянию на начало июня 2025 года бригада принимала участие в боях за Покровск.

## Вооружение
- International MaxxPro

## Структура
- управление (штаб)

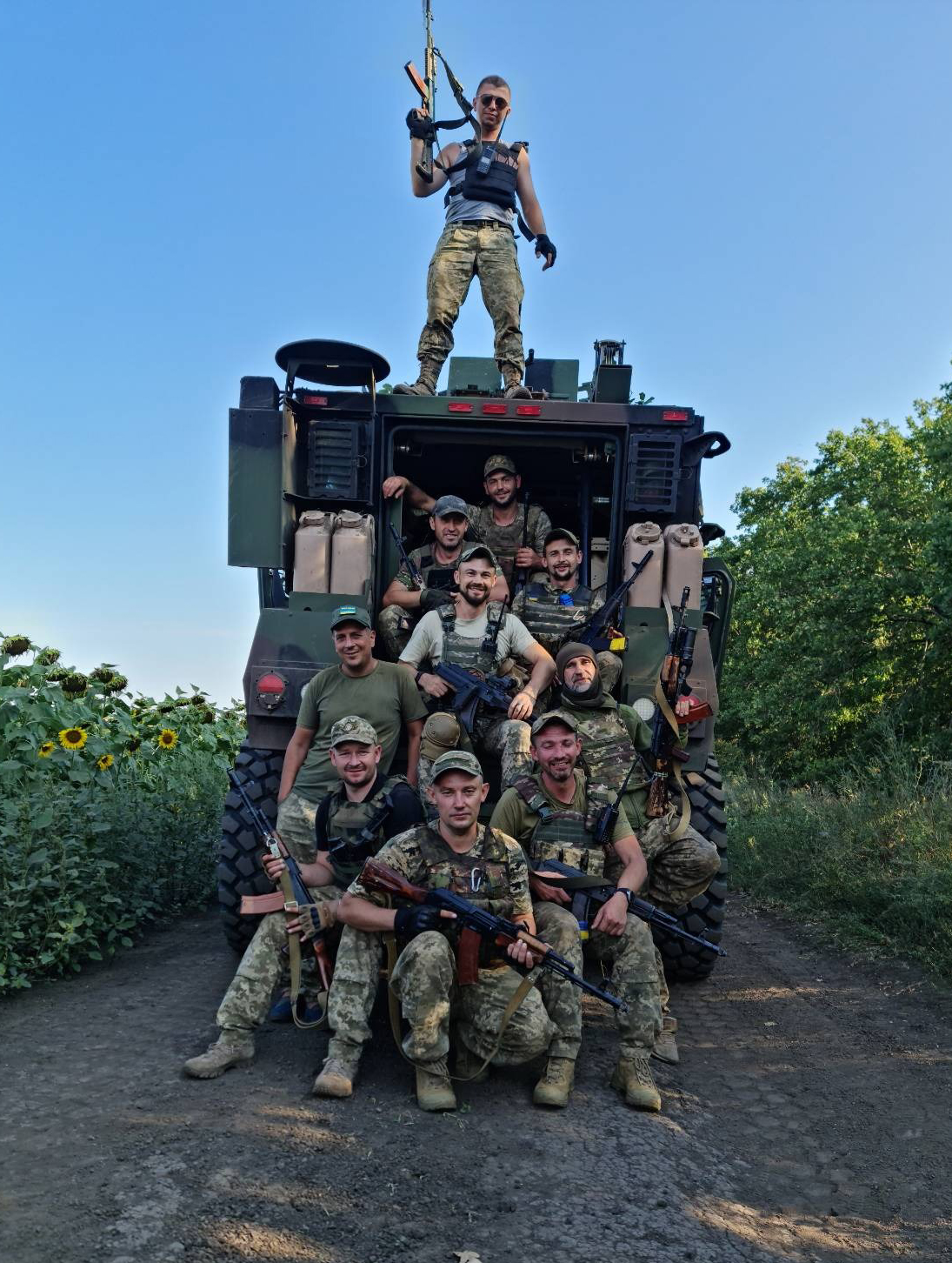
В ноябре 2022 года

- 26-й отдельный стрелковый батальон
- 52-й отдельный стрелковый батальон
- Рота ударных БПЛА «Шершни Довбуша»

## Командование
Командиры
- (май 2022) полковник Беляков Юрий Владимирович [6]
- (Август 2023) полковник Шум Алексей [7] [1]

заместители
- (сентябрь 2022) подполковник Ярошик Олег Владимирович [8]

## Известные личности
- Павел Вышебаба, экоактивист, музыкант и писатель. [9]
- Олег Барна, общественно-политический деятель, правозащитник, педагог, народный депутат Украины VIII созыва . Погиб 17 апреля 2023 [10] .
- Онистрат Андрей, украинский бизнесмен, банкир, вице-президент Федерации триатлона Украины, спортсмен. [11]

## Сотрудничество с волонтерами
- ОО «Дело Громад» передало мобильные бани. [12]

## Потери
- 19 апреля 2022 — Виталий Фурсяк, солдат, старший водитель. Погиб в Донецкой области.  24 апреля 2022 -старший лейтенант Вязовченко Олег Юрьевич, зам. командира роты по вооружению. Погиб в результате минометного обстрела в районе села Павловка Донецкой области. 5 мая 2022 - Дземан Роман Михайлович («Сепарь»). Погиб в результате подрыва на управляемой мини вблизи г. Угледара Донецкой области. Понимая, что рядом с ним собратья, успел прикрыть взрывчатку своим телом.  13 июня 2022 — Гаврильчик Владимир Михайлович. Погиб в районе села Павловка Донецкой области.  11 августа 2022 - Игнатеско Дмитрий Дмитриевич («Итальянец»). 16 ноября 1976 г., с. Берестье Черновицкая область. Старший сержант. Погиб в боях с российскими оккупантами в результате попадания вражеской мины в окоп.  20 августа 2022 — Момотюк Владимир. 43 года, сержант.  5 сентября 2022 — Логвиненко Валентин Леонидович «Утка», солдат. Связист, оператор отделения засекреченной связи (р. 12.12.1988).  5 сентября 2022 года — Мочульский Константин Владимирович («Финт»). Старший лейтенант, командир взвода связи 68 ЕЕБр  5 сентября 2022 - Городецкий Антон  5 сентября 2022 - Тулин Евгений («Заря»). Младший сержант, военнослужащий 68 ЕЕБр  5 сентября 2022 – Савицкий Александр («Сова»). Старший оператор-связист 68 ЕЕБр  5 сентября 2022 - Лесной Влас («Йоль»). Связист, главный техник 68 ЕЕБр  9 сентября 2022 - Тонкошкур Виталий. 15 августа 2023 года похоронен на Лычаковском кладбище  15 октября 2022 — Артур Середюк. Погиб год во время выполнения боевого задания вблизи села Егоровка Донецкой области.  22 октября 2022 — Любомир Лукач «Лысый», старший сержант. Погиб в бою возле села Егоровка Донецкой области в результате артиллерийского обстрела.  26 октября 2022 — Юрий Фурсяк, солдат. Погиб в Донецкой области.  14 ноября 2022 — Виктор Старовойт, солдат, разведчик отряда специального назначения. Погиб в Донецкой области.  5 декабря 2022 — Иван Семенович, солдат, разведчик-пулеметчик отряда специального назначения. Погиб в Донецкой области.  28 декабря 2022 — Александр Синюк, солдат, разведчик-гранатометчик отряда специального назначения. Умер в госпитале от ранения, полученного в Донецкой области.

### 2023
- 3 января 2023 — Александр Околович, младший сержант, командир отделения. Погиб в Донецкой области. 14 января 2023 — Дмитрук Александр Николаевич, солдат. Погиб вблизи населенного пункта Сергеевка Луганской области.  24 января 2023 — Твердюк Борис Николаевич. Погиб вблизи с. Павловка Донецкой области  17 апреля 2023 — Барна Олег Степанович «Дядя Олег» (р. 18 апреля 1967)  17 апреля 2023 — Дорохов Валерий Валерьевич «Роланд» (р. 21 июня 1991)  17 апреля 2023 — Побегун Игорь Михайлович  17 апреля 2023 — Андрей Продай, 53 года, старший солдат, разведчик-радиотелефонист. Погиб около Павловки Донецкой области.  19 мая 2023 — Алексей Стасюк. Погиб возле Новомайорского Донецкой области от минно-взрывной травмы.  2 июня 2023 — Онистрат Остап Андреевич («Бендер»), 21 год, старший солдат, оператор отделения ударных БПЛА.  9 июня 2023 — Сопига Руслан Александрович, солдат.  9 июня 2023 — Данайтис Александр. 53 года, солдат  10 июня 2023 — Квасун Сергей («Квас»). 26 лет, стрелок-оператор  10 июня 2023 — Герасимчук Иван Васильевич («Гера»), 42 года, старший сержант, командир отделения.  16 июня 2023 - Шолудько Олег Николаевич. Погиб в результате вражеского обстрела погиб  2 августа 2023 — Антон Усовский «Шаман». 1984, мастер-сержант.  21 августа 2023 — Геннадий Несенчук, солдат, стрелок-санитар 3-го егерского взвода 9-й егерской роты.  21 августа 2023 — Кирюшек Михаил Викторович, солдат. Погиб вблизи Новоегоровки в Луганской области в результате минно-взрывной травмы.  25 августа 2023 — Шевченко Иван Григорьевич, старший солдат  26 августа 2023 — Андрей Хованский, старший лейтенант, командир взвода.  14 октября 2023 — Боровец Роман («Добрыня»), 29 лет. Погиб во время штурма позиций возле села Райгородка Луганской области.  17 октября 2023 — Лишун Вячеслав Леонидович, огнеметчик в огнеметном взводе РХБЗ. Погиб от минно-взрывной травмы в районе с. Райгородка Сватовского района Луганской области  30 октября 2023 — Александр Курильчик, солдат. Умер в госпитале, находясь на военной службе.

### 2024
- 9 февраля 2024- Шнайдер Александр Михайлович, механик-водитель медицинского пункта. Эвакуационный транспорт Александра в начале февраля в Луганской области попал под вражеский обстрел, где и получил тяжелую взрывную травму. Умер в госпитале. Харьков. [13]
- 21 марта 2024 – Романко Иван Иванович («Калина»). 1983 г.р., командир отделения. [14]
- 7 апреля 2024 – Ковпак Евгений, 1978 р.н.. [15]
- 8 апреля 2024 – Кроншталь Тарас («Кронштейн»). 02.05.1980. [16]
- 10 апреля 2024 - Гапьяк Владимир Миронович («Владьо / Карпаты»). 25.09.1969 г.р., старший солдат. Погиб в районе н. п. Семеновка Покровского района Донецкой области [17] .
- 10 апреля 2024 - Опрышко Олег («Мокрый»). 11.04.1987, солдат, номер обслуживающего персонала. Погиб в районе н. п. Семеновка Покровского района Донецкой области [18] .
- 17 апреля 2024 — Федор Николай («Бессмертный»). 20 марта 1981 года, солдат. Погиб вблизи н. п. Семеновка Покровского района Донецкой области [19] [20] .
- 28 апреля 2024 – Голубков Александр. 10.10.1988. [21]

- 20 мая 2024 - Бонис Александр. 23 марта 2002 года, Италия. Получил ранение, после которого находился в госпитале Мечникова в Днепре. Воина не удалось спасти 21 мая 2024 года — Беллогруд Владимир («Спиннингист»). 27.07.1983, г. Львов. 3-й батальон, младший сержант.  6 июня 2024 — Афанасий Тарас. 5.07.1985, г. Львов. Занимал должность командира отделения

## Чествование

### Награждены
Высшими государственными наградами отмечены:
- Кучеренко Валерий Витальевич - Младший сержант, Герой Украины (2023). [22]

### Справки
- Сухопутные войска // www.ukrmilitary.com
- 68th Jager Brigade | MilitaryLand.net[неавторитетный источник]

### Новости
- Бойцы 68-й ОЕБр показали последствия вражеского обстрела рынка в Курахово
- Егерская бригада: как воюют в украинских степях лесоводы из Ровенской области
- Егерям 68 бригады ВСУ удалось выйти из окружения в Донецкой области